# Зипо
„Зипо“ (на английски: Zippo) е марка запалки, произвеждани от компанията „Зипо Манюфекчъринг Къмпани“ (Zippo Manufacturing Company). Хиляди различни стилове и дизайни са правени след 1932 г., когато е основана компанията. Често тези запалки се колекционират.
Стават популярни сред войниците в САЩ, особено през Втората световна война, когато, както се казва в сайта на компанията, „Зипо спира производство за пазара и се посвещава само на производство за американската армия“. Запалките „Зипо“ са известни с това, че предлагат „вечна“ гаранция: ако запалка „Зипо“ се развали, независимо колко е стара или колко собственици е имала, компанията ще я замени или поправи безплатно. Единствената част от запалките, която гаранцията не поема, е външното покритие.
Запалките „Зипо“ стават популярни като „устойчиви на вятър“, способни да запалят и в лошо време, което се дължи на техния специален дизайн и разпределението на горивото. В резултат пламъкът е трудно да бъде изгасен с духане. Правилният начин за гасене на запалката е, като се затвори капачето, което спира притока на кислород към пламъка. Една от отличителните черти на запалката „Зипо“ е, че гори с фитил.
Обичайната продажна цена на „Зипо“ e от $12,95 до повече от $3500, в зависимост от рядкостта и от материалите, използвани за конкретната запалка. През 2001 г., според списание IUP, модел от 1933 г. е продаден за $18 000 в Токио, а през 2002 г. компанията, продала запалката, е купила друг модел за $12 000 за колекцията си.